# Pokroková strana (1912)
Pokroková strana (anglicky Progressive Party, známá též jako bull moose party – strana býčího losa) byla politická strana ve Spojených státech amerických založená roku 1912 bývalým prezidentem Theodorem Rooseveltem poté, co mu republikánská strana odmítla udělit nominaci pro prezidentské volby a místo něj nominovala na druhé funkční období úřadujícího prezidenta Williama Tafta. Strana reprezentovala myšlenky progresivismu a nacionalismu. Zastávala spíše středová až středolevicová politická stanoviska.

## Historie

### Založení
Roku 1909 skončilo druhé funkční období prezidenta Theodora Roosevelta a ve funkci byl nahrazen republikánem Williamem Taftem. Jako nástupce si ho vybral samotný Roosevelt, ale postupem času došlo k vzdálení politických pozic obou politiků. Taft jako prezident prosazoval konzervativní politiku, čímž Roosevelta zklamal. Roosevelt se stal velkým kritikem Taftovy vlády a politické konflikty vedly až k otevřenému nepřátelství mezi oběma muži. Roosevelt se proto rozhodl, že Tafta vyzve v republikánských primárkách.
Rooseveltův start prezidentské kampaně při primárkách byl úspěšný, vyhrál v devíti státech a získal silnou voličskou základnu. Nicméně Taft nebyl připraven vzdát se svého úřadu tak lehce, proto tvrdě pracoval na získání podpory stranického aparátu republikánské strany. Různými sliby a podplácením si získal podporu delegátů za jižanské státy. Roosevelt proti tomu vznesl protest, avšak nebyl vyslyšen. Republikánské národní shromáždění roku 1912 oficiálně udělilo nominaci Taftovi, což vedlo k odchodu Roosevelta a jeho příznivců ze strany. Druhý den, po ukončení shromáždění, byla založena Pokroková strana, jež měla být opozicí ke konzervativní politice republikánů. 
Republikány opustil také guvernér Kalifornie Hiram Johnson, jenž se stal prvním předsedou nově založené strany. Na srpen roku 1912 bylo svoláno národní shromáždění Pokrokové strany, na němž byl Theodore Roosevelt nominován kandidátem na prezidenta. Nová strana získala okamžitě velkou finanční podporu, hlavním sponzorem se stala společnost U.S. Steel.

### Nominace Roosevelta a program strany
Národní shromáždění strany v srpnu 1912 mělo za úkol vytvoření politického programu a nominaci kandidáta pro prezidentské volby. Shromáždění se účastnilo 3000 delegátů včetně žen. Na podporu Rooseveltovy nominace vystoupila i významná sufražetka Jane Addamsová. Roosevelt si znepřátelil delegaci z jihu, když prosazoval vyloučení afroamerických delegátů z jižanských států, které považoval za zkorumpované. Následně si znepřátelil i bílé jižanské delegáty, jelikož veřejně večeřel s Afroameričany. Výběr kandidáta skončil nominací Roosevelta na prezidenta a Hirama Johnsona jako viceprezidenta.
Shromáždění přijalo i politický program. Ten byl složen z dlouhodobých požadavků progresivního křídla republikánské strany.
Program pokrokové strany zněl:
- přísné limity a požadavky na zveřejňování příspěvků na politické kampaně
- registrace lobbistů
- záznam a zveřejnění jednání kongresového výboru

V sociální sféře se musí zavést:
- národní zdravotní služba, která bude zahrnovat všechny stávající vládní zdravotnické organizace
- sociální pojištění, aby se zajistilo, že starší lidé, nezaměstnaní a zdravotně postižení neskončí na ulici
- omezení pravomoci soudců nařídit příkazy k omezení stávky
- zákon o minimální mzdě pro ženy
- osmihodinový pracovní den
- federální komise pro cenné papíry
- pomoc pro zemědělské podniky
- náhrady zaměstnancům za pracovní úrazy
- dědická daň

Navrhované politické reformy zahrnovaly:
- volební právo žen
- přímá volba senátorů
- primární volby pro státní a federální nominace
- snadnější změna ústavy Spojených států

opatření pro „přímou demokracii“, včetně:
- odvolatelnost politiků (občané mohou odvolat zvoleného úředníka před koncem jeho funkčního období)
- referendum (občané mohou rozhodnout o zákonu lidovým hlasováním)
- iniciativa (občané mohou navrhnout zákon na základě petice a přijmout jej lidovým hlasováním)
- soudní odvolání (pokud soud prohlásí zákon za protiústavní, mohou občané toto rozhodnutí převážit lidovým hlasováním)

Během schvalování programu došlo ke konfliktu ohledně otázky monopolů. Byla přijata umírněná verze návrhu, aby koncerny byly pouze regulovány a vláda nad nimi udržovala dohled. Několik delegátů toto odsoudilo jako pokus zalíbit se podnikatelům a neztratit sponzory pro stranu na úkor amerického lidu.

### Volby 1912

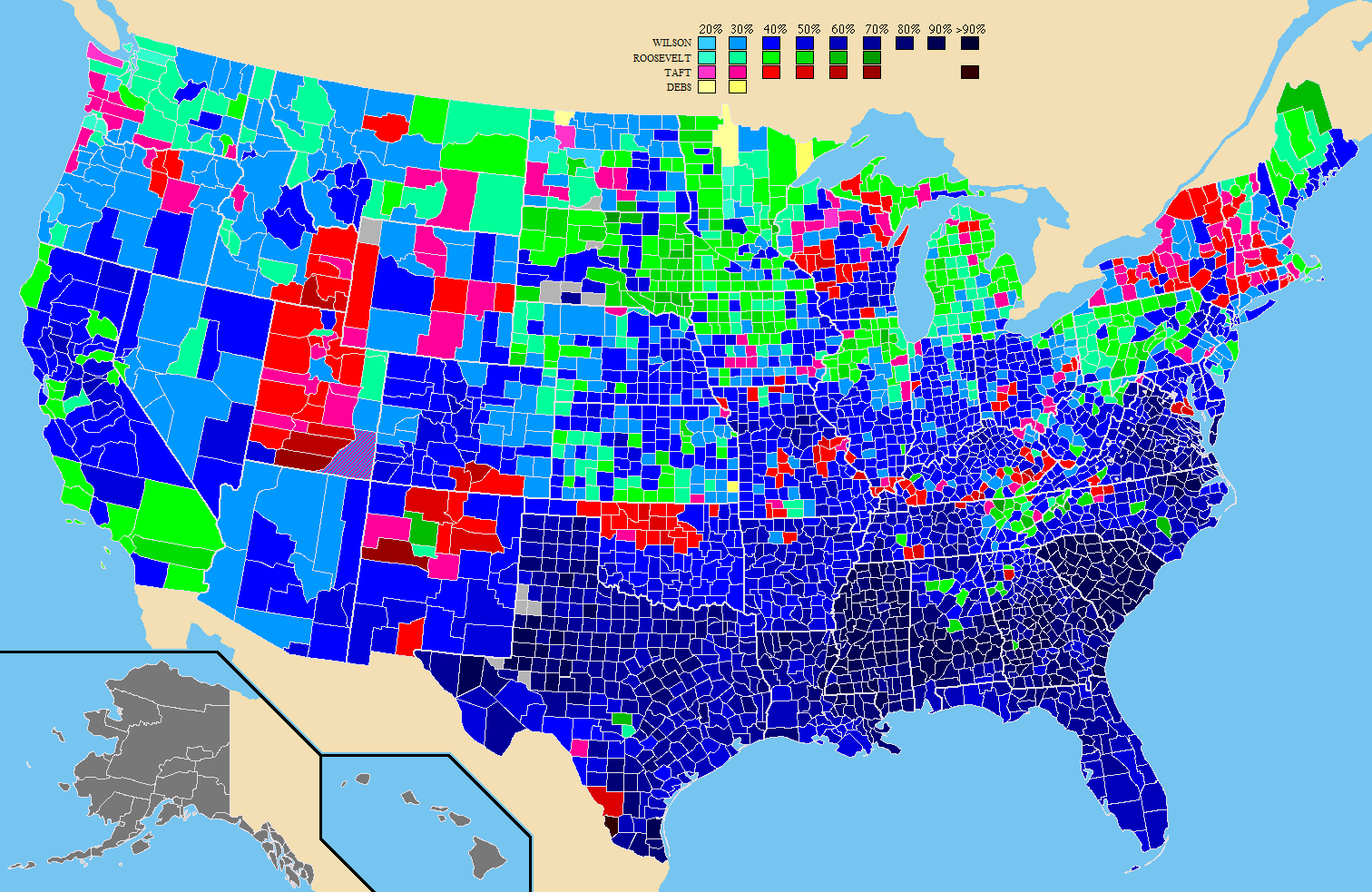
Volby 1912 podle států a okrsků

Roosevelt vedl dynamickou a akční kampaň, avšak neměl dostatek finančních prostředků. Dále trpěl dvěma politickými handicapy. Jedním z nich byla jeho kandidatura za třetí stranu v systému dvou stran. Druhý handicap byl zapříčiněn jeho bývalou prezidentskou funkcí. Jeho zvolení by porušilo nepsanou tradici o dvou volebních obdobích.
Roosevelt byl během své kampaně ve Wisconsinu postřelen atentátníkem Johnem Flammangem Schrankem. Krvácející Roosevelt odmítl převoz do nemocnice, dokud nedokončil svůj projev. Mluvil dalších 90 minut a pak teprve přijal lékařskou pomoc.
Roosevelt nakonec skončil s 27% a 88 voliteli druhý v pořadí. Rozdělení republikánů vedlo k výhře demokratického kandidáta Woodrowa Wilsona s 42% a 435 voliteli. Rooseveltův rival úřadující prezident Taft pak skončil na místě třetím s 23% a 8 voliteli. Roosevelt dosáhl nejlepšího výsledku kandidáta třetí strany v americké historii.

### Rozpuštění strany
Po volbách roku 1912 se Roosevelt pohádal s guvernérem Wisconsinu Robertem M. La Follettem, což zapříčilo guvernérův odchod. La Follette později založil svou vlastní Pokrokovou stranu a roku 1924 za ni kandidoval neúspěšně na prezidenta.
Pokroková strana byla rozpuštěna roku 1920.

## Volební výsledky

### Volby prezidenta USA
| Volby | Kandidát           | Spolukandidát | Hlasy     | Hlasy | Hlasy | Volitelé | Výsledek |
| Volby | Kandidát           | Spolukandidát | Počet     | %     | #     | Volitelé | Výsledek |
| ----- | ------------------ | ------------- | --------- | ----- | ----- | -------- | -------- |
| 1912  | Theodore Roosevelt | Hiram Johnson | 4 122 721 | 27,4  | ▲2.   | 88/531   | Prohrál  |

### Volby do Kongresu

#### Sněmovna reprezentantů
| Volby | Hlasy     | Hlasy | Mandáty | Mandáty | Pozice |
| Volby | Počet     | %     | Počet   | ±       | Pozice |
| ----- | --------- | ----- | ------- | ------- | ------ |
| 1912  | 1 896 446 | 9,9   | 10/435  | ▲10     | ▲3.    |
| 1914  | 1 096 530 | 8,0   | 6/435   | ▼4      | ▬ 3.   |
| 1916  | 131 103   | 0,8   | 3/435   | ▼3      | ▬ 3.   |

#### Senát
| Volby     | Hlasy | Hlasy | Mandáty | Mandáty | Pozice |
| Volby     | Počet | %     | Počet   | ±       | Pozice |
| --------- | ----- | ----- | ------- | ------- | ------ |
| 1912/1913 |       |       | 0/96    | ▬ 0     | ▬ -    |
| 1914/1915 |       |       | 1/96    | ▲1      | ▲3.    |